# Mahadaay
Mahadaay (także: Mahadaay Weyn; wł. Mahaddei Uen) – miasto w południowo-wschodniej części somalijskiego regionu Shabeellaha Dhexe oraz w środku dystryktu Mahaday, którego jest stolicą.
Mahaday jest położony około 120 kilometrów na północ od Mogadiszu.

## Okupacja przez milicję Al-Shabaab
We wrześniu 2011 roku islamistyczna milicja al-Shabaab, kontrolując miasto oraz jego okolice, nałożyła ostre sankcje na obywateli regionu. Był to odwet za zabicie dwóch milicjantów przez mieszkańców dystryktu broniących się przed okupacją. Zakładały one zakaz pracy w polu, wypasu bydła czy prowadzenia jakiejkolwiek działalności gospodarczej. Rząd Somalii zapowiedział odbicie regionu wraz z siłami ONZ, lecz nie podjęto żadnych działań w tym kierunku (w tym okresie okupowana była przez islamistów nawet spora część okolic stolicy kraju). W grudniu al-Shabaab kontynuowało represje, wprowadzając godzinę policyjną.